# 各人に各人のものを

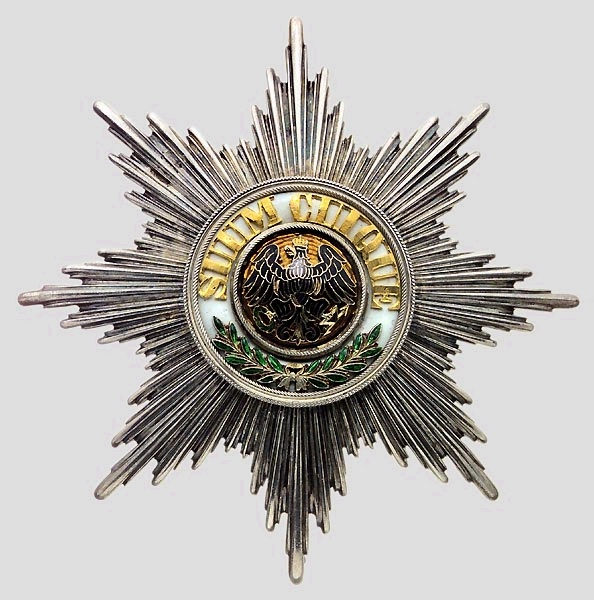
プロイセンの最高勲章「黒鷲勲章」。ラテン語で "SUUM CUIQUE" と記されている。

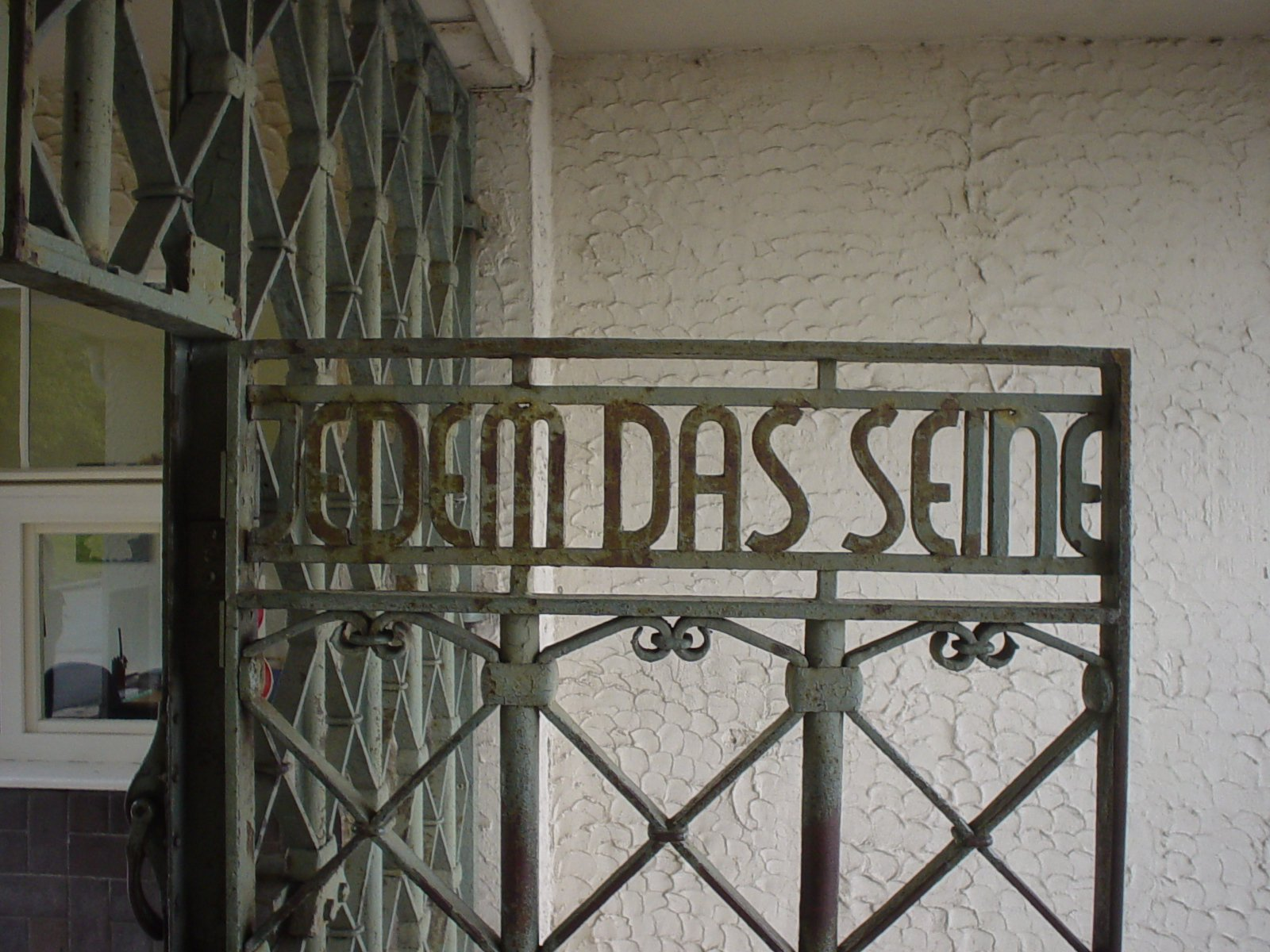
ブーヘンヴァルト強制収容所の扉の上部

「各人に各人のものを」（かくじんにかくじんのものを、ドイツ語: Jedem das Seine）は、ラテン語の表現 "Suum cuique" をドイツ語に訳したモットーである。そもそもはローマ法における正義の理念を表した慣用句で、各人にはそれぞれが応分に持つべきものを与える、といった含意で理解される。英語では "to each according to his merits" などと訳される。
後述のように、ナチス・ドイツが強制収容所のスローガンに用いたことから、ナチズムを連想させる文言であると見なされることがある。

## 歴史

### 古代
もともとのラテン語の表現 (Suum cuique) は、古代ギリシアにおける正義の理念にまで遡るもので、「各人に各人の所有すべきものを」、「各人それぞれにふさわしいものを」といった意味で了解される。プラトンの『国家』には、「正義は、万人が自分のことに取り組み、他人のことに干渉しないときに達成される。」(4.433a)、「万人は能力と技量にしたがって事を為し、全体として国家と社会に奉仕する。また万人は己のもの(権利)を受け取り、己のもの(財産)を奪われない。」(433e)などと記されている。
このラテン語の表現を有名にしたのは、共和政ローマ期の政治家、文筆家、哲学者であったキケロ(紀元前106年 - 紀元前43年)が残した、「Nam iustitia, quae suum cuique distribuit, quid pertinet ad deos（では、それぞれの物をそれぞれに割り当てる正義とは、神々とどういう関係があるのだろうか）」(『神々の本性について』De natura deorum, III, 38.)、「...tamen proprium suum cuiusque munus est, ...iustitia in suo cuique tribuendo（一方、それぞれ（美徳から分離された勇気や正義）にはそれぞれの務めがあり、...正義はそれぞれにそれぞれの物を与えることによって（務めを果たす））」(『善と悪の究極について』De finibus bonorum et malorum, V, 67.)、といった文言であった。
東ローマ帝国の皇帝ユスティニアヌス1世が集大成したローマ法大全 (Corpus Iuris Civilis) の第一部には、「守るべきは、各人それぞれが、正しく生き、打たれることがないということ (iuris praecepta sunt haec: honeste vivere, old rum non laedere, suum cuique tribuere)」(Inst. 1, 1, 3) とあり、ウルピアーヌスの説として「正義とは、万人にそれぞれのものを与えようとする確固たる恒久的な意思である ('Iustitia est constans et perpetua voluntas ius suum cuique tribuendi')」(「学説彙纂」1, 1, 10) が挙げられている。大全の執筆者であったトリボニアヌスは、大全の冒頭にこの語句を置いている。(Inst. 1, 1, 1) 

### プロイセン王国
フリードリヒ大王治下のプロイセン王国において、最高勲章であった黒鷲勲章 (Hoher Orden vom Schwarzen Adler)には、ラテン語で "Suum cuique" とモットーが記されていた。当時、このモットーは、王国を支えるべく団結している限り、市民は「各人が自分の選ぶことをしてよい」という意味に解され、プロイセン王国の自由主義と宗教的寛容を象徴する言葉とされていた。このモットーは、現在もドイツの軍警察の記章に引き継がれている。

### ナチス・ドイツ
1937年、ナチス政権はヴァイマル市近郊にブーヘンヴァルト強制収容所を建設し、そのスローガンとして「各人に各人のものを」(Jedem das Seine）を、正門の扉の上部に、扉の内側から読み取れる透かし文字として掲げた。これは、アウシュヴィッツ、ダッハウ、グロース・ローゼン、ザクセンハウゼン、テレジエンシュタットの強制収容所に掲げられた「働けば自由になる」(Arbeit macht frei) と同様に、当時よく用いられた典型的な宣伝標語であった。

## その他の用例
この言い回しは、ドイツ語圏においては、現在でもことわざとして日常的に用いられる表現である。またバッハのカンタータの一つで、日本語では「神はただ万人のために」と訳されている、三位一体後第23主日のための曲の題は、ドイツ語では「Nur jedem das Seine」である(BWV 163)。
ドイツ語圏では、現代の広告キャンペーンでこの表現が用いられることもよくあり、ノキア、ドイツのスーパーマーケット・チェーンREWE、バーガーキング、メルクール銀行などの各社が、広告の文言として「Jedem das Seine」やその複数形の表現「Jedem den Seinen」を用いたことで物議を醸してきた。2009年1月、エクソンモービルは、広告キャンペーンでドイツのコーヒー・チェーン店チボの飲み物をエッソの店舗で提供した際に、スローガンとして「Jedem den Seinen !」を用いた。ドイツユダヤ人中央評議会からの抗議を受け、この広告は直ちに撤去されることになり、エクソンモービルのスポークスマンは、広告制作に当たった外注先が、この文言とナチズムとの関連を認識していなかったと述べた。2009年3月には、キリスト教民主同盟 (CDU)に関係する学生団体が、ノルトライン＝ヴェストファーレン州でこの文言を教育キャンペーンのスローガンとして用い、後に批判を受けて取り下げるという事件があった。
2009年9月には、「それぞれのセーヌ川」を意味する Jedem die Seine という文言を載せたオーストリア航空の広告が、意味は全く異なるものの、ドイツ語の見かけの上では定冠詞の僅かな違いだけで Jedem das Seine を連想させるとして批判を受け、回収になっている。